# Demonax ocularis
Demonax ocularis is een keversoort uit de familie van de boktorren (Cerambycidae). De wetenschappelijke naam van de soort werd voor het eerst geldig gepubliceerd in 1869 door Francis Polkinghorne Pascoe.